# Horchata de almendra
La horchata de almendra es una bebida de origen español elaborada con agua, azúcar, canela y almendras, se bebe muy fría y, sobre todo, hecha granizado. Es muy tradicional en las provincias españolas de Murcia, Albacete y Almería, y una alternativa a la conocida horchata de chufa de Valencia.

## Etimología
La palabra horchata procede del latín hordeata, agua de cebada, hecha con hordeum, voz latina que significa cebada. Según la RAE el vocablo habría llegado al español a través del mozárabe, lo que explicaría la transformación consonántica a ch y el mantenimiento de la t, en lugar de la evolución natural que habría devenido en orzad', semejante al italiano, orzata.
Con el paso del tiempo, y al extenderse su uso a otros lugares del mundo con distinta disponibilidad de ingredientes, la cebada sería sustituida por otros vegetales (cereales, tubérculos como la chufa, frutos como las almendras, así como el arroz y otros) resultando en diferentes tipos de horchata. Todas son bebidas de apariencia similar que se caracterizan por su color blanco lechoso, aunque se elaboran con diferentes ingredientes y procesos.